# Copa Europeia CONIFA de 2019
A Sportsbet.io Copa Europeia ConIFA de 2019 foi a terceira edição da Copa Europeia ConIFA, um torneio internacional de futebol para os estados, minorias, povos sem pátria e regiões não filiados à FIFA com filiação à Europa, organizado pela ConIFA. O torneio foi disputado em Artsaque.

## Torneio
Em 19 de agosto de 2018, a CONIFA anunciou que Artsaque seria a sede da edição de 2019 do torneio.

### Sedes
O torneio foi realizado em quatro cidades: Estepanaquerte (a capital), Askeran, Martuni e Martacerta.
| Estepanaquerte                                           | Martacerta                              | Martuni                          | Askeran                                   |
| -------------------------------------------------------- | --------------------------------------- | -------------------------------- | ----------------------------------------- |
| Estádio Republicano de Estepanaquerte (relva artificial) | Estádio Vigen Shirinyan (grama natural) | Arena Avakyan (relva artificial) | Estádio Cidade de Askeran (grama natural) |
|                                                          |                                         |                                  |                                           |
| 39° 49′ 16″ N, 46° 45′ 12″ L                             | 40° 13′ 00″ N, 46° 49′ 16″ L            | 39° 47′ 42″ N, 47° 07′ 07″ L     | 39° 56′ 17″ N, 46° 50′ 20″ L              |
| Capacidade: 12,000                                       | Capacidade: 2,300                       | Capacidade: 1,080                | Capacidade: 500                           |
| Estepanaquerte Martacerta Martuni Askeran                |                                         |                                  |                                           |

## Participantes
Um total de doze equipes estão programadas para participar, com as suas participações abaixo. As equipes semeadas são Padânia (vencedora da Copa Europeia ConIFA de 2017) e Artsaque, como anfitriã da edição de 2019. A Abecásia e o País Sículo também entram no sorteio como primeiras sementes no Pote 1, com base em suas classificações na ConIFA.
A Sardenha entrou em 2018 na CONIFA e foi sorteada em um dos grupos. No entanto, em maio de 2019, retirou-se da competição. A equipe reserva, no caso de uma das equipes abaixo se retirar, foi concedida a Cornualha. Posteriormente, o Condado de Nice, a República Popular de Donetsk e a República Popular de Luhansk se retiraram. A CONIFA optou por prosseguir com apenas 8 equipes divididas em 2 grupos de 4.
| Pote 1                                                   | Pote 2                                                       | Pote 3                                              |
| -------------------------------------------------------- | ------------------------------------------------------------ | --------------------------------------------------- |
| - Artsaque (Anfitriã) - Abecásia - Padânia - País Sículo | - Condado de Nice - RP Donetsk - Lapônia - Armênia Ocidental | - Chameria - RP Lugansk - Sardenha - Ossétia do Sul |

## Tabela

### Fase de grupos
| Legenda das tabelas de grupos | Legenda das tabelas de grupos            |
| ----------------------------- | ---------------------------------------- |
|                               | Equipes classificadas para as semifinais |

#### Grupo A
| Time     | Pts | J | V | E | D | GP | GC | SG |
| -------- | --- | - | - | - | - | -- | -- | -- |
| Abecásia | 7   | 3 | 2 | 1 | 0 | 5  | 2  | +3 |
| Chameria | 6   | 3 | 2 | 0 | 1 | 9  | 4  | +5 |
| Artsaque | 4   | 3 | 1 | 1 | 1 | 5  | 7  | -2 |
| Lapônia  | 0   | 3 | 0 | 0 | 3 | 2  | 8  | -6 |

| 2 de junho de 2019 | Abecásia                                    | 3 - 1 | Chameria          | Estádio Cidade de Askeran, Askeran |
| 16:00              | Dmitri Maskayev 48' · Shabat Logua 49', 74' |       | Fravjo Prendi 30' |                                    |

| 2 de junho de 2019 | Artsaque                                                     | 3 - 2 | Lapônia                                           | Estádio Republicano de Estepanaquerte, Estepanaquerte |
| 20:00              | Norik Mkrtchyan 3' · Arsen Sargsyan 43' · Dmitri Malyaka 82' |       | Benjamin Zakrisson 24' · Kristoffer Edvardsen 83' |                                                       |

| 3 de junho de 2019 | Chameria                                                             | 4 - 1 | Artsaque           | Arena Avakyan, Martuni |
| 18:00              | Markovanbasten Çema 58', 90+3' · Vilson Mziu 85' · Samet Gjoka 90+5' |       | Arsen Sargsyan 83' |                        |

| 3 de junho de 2019 | Lapônia | 0 - 1 | Abecásia                | Estádio Vigen Shirinyan, Martacerta |
| 18:00              |         |       | Georgiy Dgebuadze 45+2' |                                     |

| 4 de junho de 2019 | Artsaque            | 1 - 1 | Abecásia        | Arena Avakyan, Martuni |
| 18:00              | Norik Mkrtchyan 33' |       | Shabat Logua 8' |                        |

| 4 de junho de 2019 | Chameria                                                         | 4 - 0 | Lapônia | Estádio Vigen Shirinyan, Martacerta |
| 18:00              | Vilson Mziu 5' · Edmond Hoxha 22', 45' · Markovanbasten Çema 78' |       |         |                                     |

#### Grupo B
| Time              | Pts | J | V | E | D | GP | GC | SG |
| ----------------- | --- | - | - | - | - | -- | -- | -- |
| Ossétia do Sul    | 7   | 3 | 2 | 1 | 0 | 6  | 4  | +2 |
| Armênia Ocidental | 4   | 3 | 1 | 1 | 1 | 7  | 3  | +4 |
| Padânia           | 4   | 3 | 1 | 1 | 1 | 6  | 3  | +3 |
| País Sículo       | 1   | 3 | 0 | 1 | 2 | 2  | 11 | -9 |

| 2 de junho de 2019 | Padânia                                                           | 4 - 0 | País Sículo | Estádio Vigen Shirinyan, Martacerta |
|                    | Stefano Tignonsini 7' · Federico Corno 53', 78' · Andrea Rota 61' |       |             |                                     |

| 2 de junho de 2019 | Armênia Ocidental  | 1 - 2 | Ossétia do Sul            | Arena Avakyan, Martuni |
| 18:00              | Arman Aslanyan 79' |       | Batradz Gurtsiev 29', 56' |                        |

| 3 de junho de 2019 | País Sículo | 0 - 5 | Armênia Ocidental                                                                                               | Estádio Cidade de Askeran, Askeran |
| 16:00              |             |       | Zaven Badoyan 55' · David Hovsepyan 52' (Pen) · Vardan Bakalyan 70' · Davit Minasyan 81' · Arman Aslanyan 90+1' |                                    |

| 3 de junho de 2019 | Ossétia do Sul                             | 2 - 1 | Padânia                   | Estádio Republicano de Estepanaquerte, Estepanaquerte |
| 20:00              | Batradz Gurtsiev 55' · Ibragim Bazayev 80' |       | Riccardo Ravasi 89' (Pen) |                                                       |

| 4 de junho de 2019 | Ossétia do Sul            | 2 - 2 | País Sículo                         | Estádio Cidade de Askeran, Askeran |
| 16:00              | Batradz Gurtsiev 72', 84' |       | Barna Vékás 54' · Botond Kovács 82' |                                    |

| 4 de junho de 2019 | Padânia             | 1 - 1 | Armênia Ocidental    | Estádio Republicano de Estepanaquerte, Estepanaquerte |
| 20:00              | Niccolò Colombo 69' |       | Artur Yedigaryan 67' |                                                       |

### Fase final

#### Semifinais
| 6 de junho de 2019 | Abecásia          | 1 - 1 | Armênia Ocidental       | Estádio Republicano de Estepanaquerte, Estepanaquerte |
| 18:30              | Alan Khugayev 48' |       | Davit Manoyan 32' (Pen) |                                                       |

|  |       | Penalidades |
|  | 0 - 3 |             |

| 6 de junho de 2019 | Ossétia do Sul | 0 - 0 | Chameria | Estádio Cidade de Askeran, Askeran |
| 16:00              |                |       |          |                                    |

|  |       | Penalidades |
|  | 6 - 5 |             |

#### Decisão do 3° lugar
| 8 de junho de 2019 | Abecásia | 0 - 0 | Chameria | Estádio Republicano de Estepanaquerte, Estepanaquerte |
|                    |          |       |          |                                                       |

|  |       | Penalidades |
|  | 5 - 4 |             |

#### Final
| 9 de junho de 2019 | Armênia Ocidental | 0 - 1 | Ossétia do Sul      | Estádio Republicano de Estepanaquerte, Estepanaquerte |
| 18:00              |                   |       | Ibragim Bazayev 65' |                                                       |

#### Partida de colocação 1
| 6 de junho de 2019 | Padânia                                                                  | 4 - 0 | Lapônia | Estádio Vigen Shirinyan, Martacerta |
| 17:00              | Niccolò Colombo 4' · Federico Corno 45', 73' · Riccardo Ravasi 46' (Pen) |       |         |                                     |

| 6 de junho de 2019 | Artsaque                                         | 2 - 1 | País Sículo     | Arena Avakyan, Martuni |
| 17:00              | Arsen Sargsyan 76' (Pen) · Narek Danielyan 90+4' |       | Barna Vékás 62' |                        |

#### Partida de colocação 2
| 8 de junho de 2019 | Lapônia                                          | 3 - 2 | País Sículo                                | Estádio Cidade de Askeran, Askeran |
|                    | Benjamin Zakrisson 17' · Samuli Laitila 19', 75' |       | Rajmond Balint 35' · Akos Kovacs 55' (Pen) |                                    |

| 8 de junho de 2019 | Padânia | 0 - 2 | Artsaque                                  | Estádio Republicano de Estepanaquerte, Estepanaquerte |
| 11:00              |         |       | Arsen Sargsyan 58' · Dmitri Malyaka 90+6' |                                                       |

## Premiação
| Copa Europeia ConIFA de 2019       |
| ---------------------------------- |
| Ossétia do Sul Campeão (1º título) |

## Classificação Final
| Pos | Equipe            | Pts | J | V | E | D | GP | GC | SG  |
| --- | ----------------- | --- | - | - | - | - | -- | -- | --- |
| 1   | Ossétia do Sul    | 11  | 5 | 3 | 2 | 0 | 7  | 4  | +3  |
| 2   | Armênia Ocidental | 5   | 5 | 1 | 2 | 2 | 8  | 5  | +3  |
| 3   | Abecásia          | 9   | 5 | 3 | 2 | 0 | 6  | 3  | +3  |
| 4   | Chameria          | 8   | 5 | 2 | 2 | 1 | 9  | 4  | +5  |
| 5   | Artsaque          | 10  | 5 | 3 | 1 | 1 | 9  | 8  | +1  |
| 6   | Padânia           | 7   | 5 | 2 | 1 | 2 | 10 | 5  | +5  |
| 7   | Lapônia           | 3   | 5 | 1 | 0 | 4 | 5  | 14 | -9  |
| 8   | País Sículo       | 1   | 5 | 0 | 1 | 4 | 5  | 16 | -11 |

## Artilharia
5 Gols
| - Batradz Gurtsiev |

4 Gols
| - Federico Corno - Arsen Sargsyan |

3 Gols
| - Shabat Logua - Markovanbasten Çema |

2 Gols
| - Arman Aslanyan - Dmitri Malyaka - Norik Mkrtchyan - Edmond Hoxha - Vilson Mziu - Benjamin Zakrisson - Samuli Laitila - Ibragim Bazayev - Niccolò Colombo - Riccardo Ravasi - Barna Vékás |

1 Gol
| - Artur Yedigaryan - David Hovsepyan - Davit Manoyan - Davit Minasyan - Vardan Bakalyan - Zaven Badoyan - Alan Khugayev - Dmitri Maskayev - Georgiy Dgebuadze - Narek Danielyan - Fravjo Prendi - Samet Gjoka - Kristoffer Edvardsen - Andrea Rota - Stefano Tignonsini - Botond Kovács - Kovács Ákos - Rajmond Balint |